# Agosto
Agosto és una pel·lícula del 1988, co-produïda per Portugal i França i dirigida per Jorge Silva Melo.
La pel·lícula és una adaptació de l'obra "La Spiaggia" de Cesare Pavese i la seva estrena va tenir lloc al Festival Internacional de Cinema de Sant Sebastià 1988.

## Argument
La pel·lícula té lloc a la platja de l'Arrábida l’estiu del 1964, quan el trio format per Carlos, professor de violí, el seu amic Dário, a qui no veu des de fa tres anys, i la seva esposa Alda, passen les vacances i s'obliden dels seus problemes quotidians

## Repartiment
- Christian Patey... Carlos
- Olivier Cruveiller... Dário
- Marie Carré... Alda
- Manuela de Freitas... Nina
- Pedro Hestnes... Alberto (com Pedro Hestnes Ferreira)
- José Nascimento... Rodrigo
- Fernando Mora Ramos... Emílio
- Glicínia Quartin - Idosa com livro